# Straight + Single Collection
Albums de CoCo
My Kore! Kushon CoCo Best
(2001) CoCo Uta no Ōmoka Sono 1
(2008)
Straight + Single Collection (STRAIGHT + シングルコレクション) est une réédition de l'album Straight du groupe CoCo, avec la même couverture, mais incluant en supplément une selection de ses chansons sorties en single, dite Single Collection. 

## Présentation
Cette nouvelle version de l'album sort le 16 juillet 2008 au Japon, à prix réduit, toujours sous le label Pony Canyon. Elle contient sur un même disque les dix titres de l'album original Straight sorti dix-sept ans auparavant en 1991, dont un sorti en single, suivis de huit titres supplémentaires choisis parmi les autres singles du groupe. Elle contient donc au total neuf des quatorze titres sortis en singles par le groupe, de 1989 à 1994. Azusa Senō ne chante pas sur les deux derniers titres, sortis après son départ.

## Liste des titres
| 1.  | Naze? (なぜ?)                                                     | Album Straight                        |  |
| 2.  | Live Version                                                      | Album Straight / 5e single            |  |
| 3.  | Yasashisa ni Kaerenai (優しさに帰れない)                          | Album Straight                        |  |
| 4.  | Itte Shimatta Bus (行ってしまったバス)                            | Album Straight                        |  |
| 5.  | Moonlight Express                                                 | Album Straight                        |  |
| 6.  | Yume no Eien (夢の永遠)                                           | Album Straight                        |  |
| 7.  | Circus Game (サーカス・ゲーム)                                    | Album Straight                        |  |
| 8.  | Kimagure Swing (気まぐれSWING)                                    | Album Straight                        |  |
| 9.  | Two Hearts (TWO HEARTS)                                           | Album Straight                        |  |
| 10. | Wedding (WEDDING)                                                 | Album Straight                        |  |
| 11. | Equal Romance (EQUALロマンス)                                     | 1er single / Album Strawberry         |  |
| 12. | Hanbun Fushigi (はんぶん不思議)                                   | 2e single / Album Strawberry          |  |
| 13. | Natsu no Tomodachi (夏の友達)                                     | 3e single / Compilation CoCo Ichiban! |  |
| 14. | News na Mirai (Newsな未来)                                        | 6e single / Compilation CoCo Ichiban! |  |
| 15. | Muteki no Only You (無敵のOnly You)                               | 7e single / Compilation Singles       |  |
| 16. | Yume Dake Miteru (夢だけ見てる)                                   | 8e single / Album Share               |  |
| 17. | Chiisa na Ippo de (ちいさな一歩で)                                | 12e single / Album Sweet & Bitter     |  |
| 18. | You're My Treasure - Tōi Yakusoku (You're my treasure ~ 遠い約束) | 14e single / Album Sweet & Bitter     |  |